# Bruno Chevillon
Bruno Chevillon (Valréas, 23 augustus 1959) is een Franse jazzcontrabassist van de avant-gardejazz en de nieuwe improvisatiemuziek.

## Biografie
Chevillon studeerde van 1979 tot 1983 aan de École des Beaux-Arts in Avignon (afgestudeerd aan het Diplôme National d'Expression Plastique). Daarnaast volgde hij vanaf 1980 lessen in klassieke contrabas aan het Joseph Fabre Conservatorium. In 1983 trad hij toe tot de nieuw opgerichte klas voor jazz en improvisatie onder André Jaume. In Lyon ontmoette hij Louis Sclavis, met wie hij sindsdien regelmatig samenwerkt. Hij nam deel aan wereldtournees als lid van zijn kwartet en septet en nam met hem muziek op voor dans, drama en film. Daarnaast werkt hij regelmatig samen met de bands van Marc Ducret, Michel Portal, Stephan Oliva, Guillaume Roy, Christophe Marguet, Régis Huby, Dominique Pifarély, Daniel Humair en het Arditti Quartet. Als sideman trad hij o.a. op met Sophie Agnel, Joey Baron, Claude Barthélémy, Tim Berne, Jean-Paul Céléa, François Corneloup, François Cotinaud, Dave Douglas, Jean-Pierre Drouet, Barry Guy, Joëlle Léandre, Paul Motian, Barre Phillips, Wolfgang Puschnig, François Raulin (Trois plans sur la comète, 2002), Wolfgang Reisinger, Yves Robert, Bernard Struber en Frances-Marie Uitti. Als onderdeel van de Caravaggio-groep speelt hij geïmproviseerde hedendaagse muziek met Eric Echampard, Samuel Sighicelli en Benjamin de la Fuente, in het Soffio di Scelsi-project interpreteert hij de muziek van Giacinto Scelsi met Jean-Marc Foltz en Stephan Oliva. Hij improviseert ook met muzikanten zoals Jean-Marc Foltz, Hasse Poulsen, Guillaume Roy, Franck Vigroux, Sophie Agnel en Pascal Contet. In 2014/2015 was hij lid van het Orchestre National de Jazz onder leiding van Olivier Benoît. Hij werkt ook als muzikant voor film (onder Jean-Louis Comolli), theater (onder Christine Véricel) en dans (onder Mathilde Monnier). In 1994 schreef hij het stuk P. P. P. ou la rage sublime als eerbetoon aan Pier Paolo Pasolini  voor solocontrabas en zang, dat hij solo speelde als contrabassist, zanger en voordrager.
- Bibliothèque nationale de France: cb139856537 (data)
- Gemeinsame Normdatei: 134875680
- International Standard Name Identifier: 0000 0000 5517 3401
- Library of Congress Control Number: no97030835
- MusicBrainz: 5073c63c-6e04-4f58-835f-5ed2899a481d
- Système universitaire de documentation: 156087766
- Virtual International Authority File: 37110861
- WorldCat: E39PBJkXtgvHWgRRDH7pqv3xXd